# Villemomble Sports
Villemomble Sports is een Franse voetbalclub uit Villemomble, opgericht in 1922. 
De clubkleuren zijn blauw en wit. 

## Geschiedenis
In 1978 promoveerde de club voor het eerst naar de nationale reeksen in de Division 4, maar moest na één seizoen terug naar de Division Honneur Paris-Île de France. In 2004 werd de club kampioen en promoveerde zo naar de CFA2, de vijfde klasse. Hier werd de club meteen kampioen en na twee seizoenen opnieuw waardoor de club in 2007-2008 in de Championnat National uit kwam, de derde hoogste klasse. De club werd achttiende en degradeerde na één seizoen terug. Na enkele plaatsen in de subtop ging het bergaf en in 2014 degradeerde de club terug naar de CFA2. In 2015 degradeerde de club zelfs terug naar de regionale reeksen.